# Kołomaćke
Kołomaćke (ukr. Коломацьке, przed 2016 Kułykowe, ukr. Куликове) – wieś na Ukrainie, w obwodzie połtawskim, w rejonie połtawskim. W 2001 liczyła 814 mieszkańców, wśród których 770 jako ojczysty wskazało język ukraiński, a 44 rosyjski.